# خيسوس كاماتشو
خيسوس كاماتشو (بالإسبانية: Jesús Camacho)‏ هو لاعب إسكواش مكسيكي، ولد في 6 مارس 1998 في مدينة مكسيكو في المكسيك.

## وصلات خارجية
- خيسوس كاماتشو على موقع الاتحاد الدولي لمحترفي الاسكواش (مؤرشف) (الإنجليزية)
- خيسوس كاماتشو على موقع SquashInfo.com (الإنجليزية)